# Wetsingersluis
De Wetsingersluis is een in onbruik geraakte schutsluis bij Wetsingerzijl in de Nederlandse provincie Groningen. Het noordelijke hoofd is nog aanwezig en hierover ligt een voet/fietsbrug.

## Geschiedenis

### Reitdiep
Het Reitdiep was een sterk meanderende rivier. Om de vaarroute naar de stad zo kort mogelijk te maken en om het vastlopen van de grote schepen door verzanding tegen te gaan, werd in 1629 een kanaal gegraven dat zeven meanders van het Reitdiep afsneed. Om deze vaarroute vervolgens bevaarbaar te maken voor grotere zeeschepen werd in 1877 het Reitdiep bij Zoutkamp afgesloten met een zeesluis.
Bij Wetsingerzijl werd een schutsluis gebouwd, de Wetsingersluis. Hierdoor kon de waterstand worden gereguleerd en had de stad Groningen geen open verbinding meer met de zee.

### Wetsingersluis (1874-1876)
Voor de bouw van de schutsluis werd een sluisput gegraven ten oosten van de oude loop van het Reitdiep. De sluis is ongeveer 75 meter lang en is in het midden 21 meter breed. Hij heeft een doorvaartwijdte bij de sluishoofden van 9 meter en een verschil in waterstand van 1,55 meter. Na de bouw werd aan de zuidzijde over een lengte van 300 meter en aan de noordzijde ruim 70 meter een kanaal gegraven om de vaarverbinding tot stand te brengen. In de oude loop van het Reitdiep is een dam gelegd.

### Sluiswachterswoning
De woning voor de provinciale sluiswachter op de westelijke oever dateert van 1875. Omdat het overstekende deel van de draaibrug tot voorbij de woning zou komen, is deze op de oostelijke oever geplaatst. De zijkanten van de brug werden voorzien van twee gietijzeren pilasters met het jaartal 1875. In 1913 werd naast de sluiswachterswoning nog een wat kleinere woning voor de sluisknecht gebouwd.

### Verplaatsing schutsluis en brug
Door de aanleg van het Van Starkenborghkanaal was het nodig om bij Dorkwerd een sluis te bouwen om de schutsluis-functie van de Wetsingersluis over te nemen, de Dorkwerdersluis. De laatste sluiswachter, Harm Philippus Rogaar, verhuisde in 1931 mee naar Dorkwerd. Ook de sluisdeuren van de Wetsingersluis werden naar Dorkwerd overgeplaatst. Om het risico van een  doorbraak bij Zoutkamp te voorkomen, werd van de Wetsingersluis een ‘keersluis’ gemaakt; hierbij is het noordelijk sluishoofd brug met 1,20 meter verhoogd en de brug naar de westelijke oever verplaatst.

### Keersluis en vloedbalken
Om bij een eventuele doorbraak in Zoutkamp de stad voor de gevolgen te behoeden, moest de Wetsingersluis als keersluis met vloedbalken kunnen worden afgesloten. Deze vloedbalken lagen opgeslagen in een in 1931 op de oostelijke oever gebouwde loods. De balken konden met lorries via een smalspoor naar de brug worden gereden, waarna de balken via een gat in het houten brugdek in de sleuven van de sluis konden worden gegooid.

### Ontmanteling
Het bovenhoofd, het zuidelijke sluishoofd, en ongeveer de helft van de kolkwanden zijn direct na de Tweede Wereldoorlog gesloopt. In 1947 werden ook de sluiswachterswoning en de brugwachterswoning afgebroken. De nooit gebruikte vloedbalken werden in 1973 verwijderd. De sluis had nu geen waterkerende functie meer. De draaibrug bleef in de geopende stand staan, waardoor een passage over het Reitdiep niet meer mogelijk is.

### Restauratie
In 1998 is, als onderdeel van het project Middag-Humsterland, besloten de Wetsingersluis te restaureren. De kosten bedragen ruim een miljoen gulden. Het herstel dient enerzijds om het 19de-eeuwse karakter van het Reitdiep in stand te houden, anderzijds om de Wetsingersluis en de draaibrug weer te kunnen gebruiken in nog te ontwikkelen cultuurhistorische vaar-, fiets- en wandelroutes.